# 3ABN
3ABN — de l'anglais Three Angels Broadcasting Network signifiant « le réseau de télévision des trois anges » — est la première chaîne de télévision créée par des adventistes du septième jour. Il possède quatre chaînes couvrant par satellite et Internet le monde entier en quatre langues : l'anglais, l'espagnol, le portugais et le russe.
3ABN est un réseau de télévision indépendant et autofinancé par les dons des téléspectateurs. Il n'est pas financé par l’Église adventiste du septième jour, ni par d'autres confessions religieuses, mais il soutient les enseignements, le mode de vie et la mission des adventistes. Son slogan est : "la télévision qui répare les gens brisés".     

## Histoire
Dany et Linda Shelton fondèrent 3ABN en novembre 1986 à Thompsonville dans l'Illinois, après deux ans de planification et de construction d'une station de télévision par satellite. Aujourd'hui, le siège de la chaîne se trouve à West Frankfort dans l'Illinois.
En 1999 et 2000, 3ABN étendit sa couverture par satellite aux États-Unis, en Europe, en Asie, en Afrique, au Moyen-Orient, en Australie et en Nouvelle-Zélande. Actuellement, le réseau de 3ABN couvre le monde entier avec onze satellites de télécommunications, un service de IPTV et Internet.

## Réseau 3ABN
Le réseau de 3ABN comprend plusieurs chaînes de télévision :  
- 3ABN — C'est la chaîne phare du réseau de télévision. En 2006, 3ABN possédait plus de 100 stations de télévision de faible puissance aux États-Unis.
- 3ABN Latino — Depuis août 2003, cette chaîne émet 24 heures sur 24 des programmes en espagnol et en portugais[3].
- 3ABN en russe — Depuis 1993, 3ABN produit une grande variété d'émissions de radio et de télévision en russe. Les programmes sont retransmis par environ 150 stations de télévision dans les pays russophones et sur plusieurs chaînes par satellite. Le réseau possède un grand centre de production à Nijni Novgorod en Russie[2].
- SonBeam Channel — Depuis janvier 2009, cette chaîne présente en anglais 24h sur 24 des programmes chrétiens pour les enfants. SonBeam Channel est sur IPTV et Internet. Son nom signifie  Le Fils (Son), le rayon de lumière (Beam)[4].
- Proclaim! (Proclame !) — En mars 2010, 3ABN lança cette chaîne chrétienne de prédication, tirant inspiration de ce qui fait sur la chaîne protestante, "The Church Channel"[5].

## Programmation
3ABN est une télévision familiale pour tous les âges. La chaîne présente des programmes particulièrement axés sur : 
- La vie familiale — éducation, mariage, idylle, seniors.
- La restauration des personnes brisées — divorcés, alcooliques, fumeurs, drogués, obèses, délinquants, désespérés de la vie.
- Un mode de vie sain — remèdes naturels, jardinage, cuisine végétarienne, exercice physique.
- La relation avec Dieu — musique, témoignages, documentaires, enseignements bibliques[1].

De plus, 3ABN fait entrer dans sa programmation les émissions d'autres sociétés de production adventistes, tels que Il est écrit, Foi pour aujourd'hui, Voix de la prophétie, Faits stupéfiants ou Souffle de vie.    